# 제미나이 (챗봇)
제미나이(Gemini), 구 명칭 바드(Bard)는 구글이 개발한 생성형 인공지능 챗봇이다. 동명의 대형 언어 모델에 기반을 두고 있으며, 오픈AI의 챗GPT의 부상에 대응하여 2023년에 출시되었다. 이전에는 LaMDA와 PaLM 대형 언어 모델에 기반을 두었다.
2021년에 발표되고 개발된 구글의 LaMDA는 우려 때문에 비밀리에 유지되었다. 그러나 2022년 11월 오픈AI의 챗GPT가 예상치 못한 승리를 거두면서 구글은 직원들을 빠르게 동원하고 반응하게 되었다. 이로 인해 2023년 3월에 바드가 부분적으로 출시되었고, 5월에는 다른 국가에도 출시되었다. 바드는 2023년 구글 I/O 기조연설에서 인기를 얻었으며, 이후 12월에 제미나이 대형 언어 모델로 업그레이드되었다. 2024년 2월, 구글은 바드와 듀엣 AI를 같은 제미나이 브랜드로 통합하고 안드로이드 앱을 출시했다.

## 배경

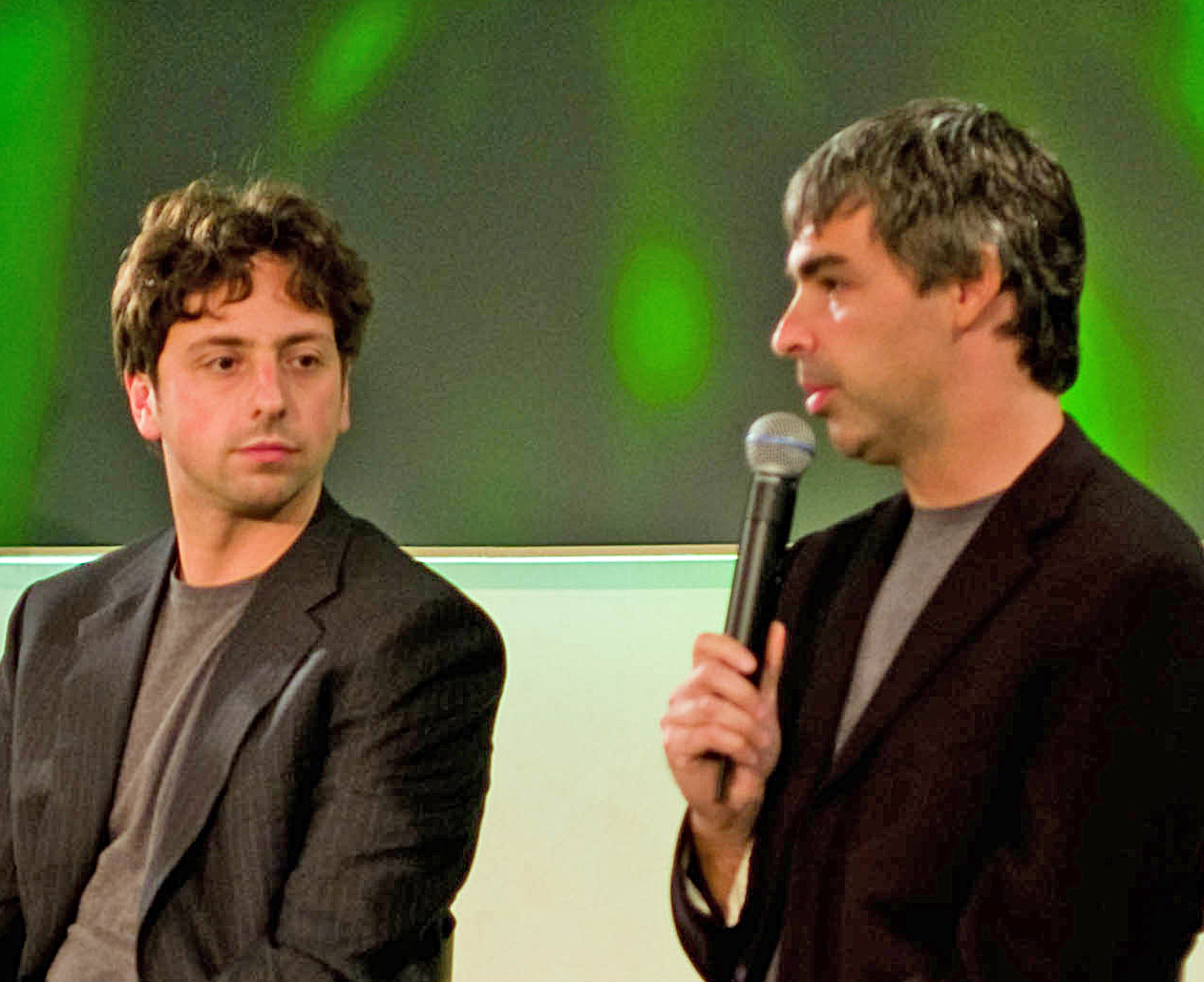
구글 공동 설립자 세르게이 브린과 래리 페이지가 오픈AI의 챗GPT에 대한 구글의 대응을 논의하기 위해 은퇴 후 소환되었다.

2022년 11월, 오픈AI는 GPT-3 대형 언어 모델 제품군에 기반을 둔 챗봇인 챗GPT를 출시했다. 챗GPT는 전 세계적인 주목을 받으며 인터넷에서 입소문을 타며 급속도로 퍼져 엄청난 화제를 일으켰다. 챗GPT가 구글 검색에 미칠 잠재적 위협에 경각심을 느낀 구글 경영진은 "코드 레드" 경보를 발령하고, 회사의 인공지능 (AI) 노력에 동참하기 위해 여러 팀을 재배치했다. 구글과 모회사인 알파벳의 CEO인 선다 피차이가 이 경보를 발령한 것으로 널리 알려졌지만, 피차이는 나중에 뉴욕 타임스에 이를 부인했다. 이례적으로, 2019년에 알파벳 공동 CEO 자리에서 물러났던 구글 공동 설립자 래리 페이지와 세르게이 브린은 구글의 챗GPT 대응을 논의하기 위해 회사 경영진과의 비상 회의에 참석했다. 브린은 2023년 2월, 몇 년 만에 처음으로 구글의 코드에 대한 접근을 요청했다.
구글은 2021년 초에 프로토타입 대형 언어 모델인 LaMDA를 공개했지만, 대중에게는 출시되지 않았다. 전직원 회의에서 LaMDA가 구글이 챗GPT와 경쟁할 기회를 놓친 것이 아니냐는 질문에 피차이와 구글 AI 책임자 제프 딘은 회사가 챗GPT와 유사한 능력을 가지고 있지만, 구글이 오픈AI보다 훨씬 크기 때문에 이 분야에서 너무 빨리 움직이면 큰 "명성 위험"을 초래할 것이라고 말했다. 2023년 1월, 구글 브레인의 자매 회사인 구글 딥마인드의 CEO 데미스 허사비스는 챗GPT의 경쟁자를 만들 계획을 시사했고, 구글 직원들은 챗GPT 경쟁자에 대한 진행 속도를 높이도록 지시받았으며, "어프렌티스 바드" 및 다른 챗봇들을 집중적으로 테스트했다. 피차이는 2월 구글의 분기별 실적 투자자 콜에서 투자자들에게 LaMDA의 가용성과 응용 프로그램을 확장할 계획이라고 확신시켰다.

## 역사

### 발표
2023년 2월 6일, 구글은 LaMDA 기반의 생성형 인공지능 챗봇인 바드를 발표했다. 바드는 처음에는 10,000명의 "신뢰할 수 있는 테스터"로 구성된 소수 그룹에 출시되었으며, 이달 말에 광범위하게 출시될 예정이었다. 이 프로젝트는 제품 책임자인 잭 크로치크가 감독했으며, 크로치크는 이 제품을 검색 엔진이 아닌 "협업형 AI 서비스"로 묘사했고, 피차이는 바드가 구글 검색에 어떻게 통합될 것인지 자세히 설명했다. 로이터는 챗GPT와 유사한 기능을 구글 검색에 추가하는 데 2024년까지 60억 달러의 추가 비용이 들 수 있다고 계산했으며, 연구 및 컨설팅 회사 SemiAnalysis는 구글에 30억 달러가 들 것이라고 계산했다. 이 기술은 "아틀라스"라는 코드명으로 개발되었으며, "바드"라는 이름은 이야기꾼을 뜻하는 켈트어에서 유래했으며 "기저 알고리즘의 창의적인 본성을 반영"하도록 선택되었다.
여러 언론 매체와 금융 분석가들은 구글이 경쟁사인 마이크로소프트가 2월 7일에 예정된 오픈AI와의 협력 발표를 선점하기 위해 바드 발표를 "서두르고" 있다고 묘사했으며, 이는 마이크로소프트가 빙 검색 엔진에 빙 AI(나중에 마이크로소프트 코파일럿으로 리브랜딩됨) 형태로 챗GPT를 통합할 계획을 공개하는 행사였다. 또한 마이크로소프트에 "따라잡기"를 피하려는 목적도 있었다. 마이크로소프트 CEO 사티아 나델라는 더 버지에 "사람들이 우리가 그들을 춤추게 했다는 것을 알았으면 한다"고 말했다. 더 버지의 톰 워렌과 블룸버그 뉴스의 데이비 앨바는 이것이 2021년에 6년간의 "휴전"이 만료된 후 두 빅테크 기업 간의 "검색의 미래"를 둘러싼 또 다른 충돌의 시작을 알렸다고 지적했다. 가디언의 크리스 스토켈-워커, 복스의 사라 모리슨, 투자 회사 웨드부시 증권의 분석가 댄 아이브스는 이를 두 회사 간의 AI 군비 경쟁으로 명명했다.
2월 8일 파리에서 열린 바드 시연 라이브 스트림이 "실망스러웠다"는 평가를 받은 후, 구글의 주가는 8% 하락하여 시가총액 1,000억 달러 손실과 맞먹었고, 라이브 스트림의 유튜브 영상은 비공개로 전환되었다. 많은 시청자들은 시연 중 바드가 제임스 웹 우주망원경에 대해 부정확한 정보를 제공하는 오류를 지적하기도 했다. 구글 직원들은 회사 내부 포럼인 밈젠(Memegen)에서 피차이의 "서두르고 망친" 바드 발표를 비판했으며, 퓨처리즘의 매기 해리슨은 출시를 "혼란"이라고 불렀다. 피차이는 구글이 "오랫동안 AI에 깊이 투자해왔다"며 바드 출시가 즉흥적인 반응이라는 주장을 반박하며 자신의 행동을 옹호했다. 알파벳 회장 존 L. 헤네시는 바드가 아직 완전히 제품 출시 준비가 되지 않았음을 인정했지만, 이 기술의 잠재력에 대한 기대감을 표명했다.
파리 라이브 스트림 일주일 후, 피차이는 직원들에게 바드 도그푸딩 테스트에 2~4시간을 할애하도록 요청했으며, 구글 임원 프라바카르 라가반은 직원들에게 바드의 오류를 수정하도록 독려했고, 80,000명의 직원이 피차이의 요청에 응했다. 다음 몇 주 동안, 구글 직원들은 내부 메시지에서 바드를 맹렬히 비판했으며, 다양한 안전 및 윤리적 문제를 언급하고 회사 경영진에게 서비스를 출시하지 말 것을 촉구했다. 경쟁사들과의 격차를 유지하는 것을 우선시하여, 구글 경영진은 AI 윤리 팀이 실시한 부정적인 위험 평가 보고서를 무시하고 출시를 진행하기로 결정했다. 피차이가 그달 말 수익 성장 둔화로 갑자기 12,000명의 직원을 해고한 후, 남아있는 직원들은 해고에 대한 바드의 "의견"을 묻는 유머러스한 대화의 밈과 스니펫을 공유했다. 구글 직원들은 3월 중순에 "빅 바드"라고 불리는 더 큰 파라미터를 가진 더 정교한 버전의 바드를 테스트하기 시작했다.

### 출시
구글은 2023년 3월 21일 제한적인 범위로 바드의 초기 접근을 개방하여 미국과 영국 사용자들이 대기자 명단에 등록할 수 있도록 했다. 마이크로소프트의 빙 챗 접근 방식과 달리, 바드는 독립형 웹 애플리케이션으로 출시되었으며, 텍스트 상자와 챗봇이 "구글의 견해를 대변하지 않는 부정확하거나 불쾌한 정보를 표시할 수 있다"는 면책 조항이 포함되어 있다. 각 질문에 대해 세 가지 응답이 제공되며, 사용자들은 각 답변의 유용성에 대한 피드백을 제출하도록 요청받는다. 구글 부사장 시시 샤오와 일라이 콜린스는 바드를 구글 검색의 보완재로 설명하며, 회사가 서비스 수익 창출 방법을 아직 결정하지 못했다고 밝혔다. 초기 접근 권한을 부여받은 사람 중에는 구글의 "픽셀 슈퍼팬" 로열티 프로그램에 등록된 사용자, 픽셀 및 네스트 기기 사용자, 구글 원 구독자가 포함되었다.
바드는 아펜과 액센츄어 직원 등 구글이 고용한 제3자 계약자들에 의해 훈련되며, 비즈니스 인사이더와 블룸버그 뉴스는 이들이 극심한 압력, 과로, 저임금에 시달렸다고 보도했다. 바드는 또한 공개적으로 사용 가능한 소스에서 얻은 데이터로 훈련되며, 구글은 개인정보처리방침을 수정하여 이를 공개했다. 바드의 초기 출시 직후, 구글은 회사의 가상 비서인 구글 어시스턴트 팀을 바드에 집중하도록 재편성했다. 구글 연구원 제이콥 데블린은 바드가 챗GPT의 데이터를 은밀히 활용했다고 주장하며 회사에서 사임했다. 구글은 이 주장을 부인했다. 한편, 회사 수석 소프트웨어 엔지니어는 구글이 AI "군비 경쟁"에서 오픈AI가 아닌 오픈 소스 커뮤니티의 독립 연구자들에게 뒤처지고 있다는 내부 메모를 발표했다. 피차이는 3월 31일, 회사가 바드를 LaMDA 대신 구글의 새롭고 강력한 대형 언어 모델인 PaLM에 기반하여 "업그레이드"할 계획이라고 밝혔다. 같은 날, 크로치크는 구글이 바드에 "수학 및 논리 능력"을 추가했다고 발표했다. 바드는 4월에 코딩 지원 기능을 얻었으며, 출시 당시 20개 이상의 프로그래밍 언어와 호환되었다. 마이크로소프트는 또한 엣지 브라우저의 개발자 빌드 주소창에 광고를 게재하여, 사용자들이 바드 웹 애플리케이션을 방문할 때마다 빙을 사용해 보도록 권장했다. 9to5Google은 구글이 바드를 크롬OS 운영 체제 및 픽셀 기기에 통합하기 위해 노력하고 있다고 보도했다.

### 업데이트
바드는 2023년 5월 연례 구글 I/O 기조연설에서 중심 무대에 섰으며, 피차이와 샤오는 PaLM 2 채택, 다른 구글 제품 및 타사 서비스와의 통합, 180개국으로 확장, 추가 언어 지원, 새로운 기능 등을 포함한 일련의 바드 업데이트를 발표했다. 이전 몇 년과는 달리, 이 행사에서는 구글 어시스턴트가 거의 언급되지 않았다. 확장된 출시는 유럽 연합 (EU)의 어떤 국가도 포함하지 않았는데, 이는 일반 데이터 보호 규칙 준수에 대한 우려를 반영하는 것일 수 있다. 구글 워크스페이스 계정 사용자도 이 서비스에 접근할 수 있게 되었다. 구글은 6월에 EU에서 바드를 출시하려고 했지만, 아일랜드 데이터 보호 위원회에 의해 차단되었는데, 이는 회사에 "데이터 보호 영향 평가"를 요청했기 때문이다. 바드는 다음 달에 해당 지역과 브라질에서 출시되었으며, 수십 개의 새로운 언어를 지원하고 개인화 및 생산성 기능을 도입했다. 7월에 디스코드에 바드를 많이 사용하는 사용자들로 구성된 초대 전용 채팅방("서버")이 만들어졌다. 다음 몇 달 동안 채팅방은 바드의 유용성에 의문을 제기하는 댓글로 넘쳐났다.
9월 와이어드와의 인터뷰에서 바드 출시를 되돌아보며 피차이는 구글이 "올바르게 처리하는 데 따르는 책임" 때문에 LaMDA 출시를 "신중하게" 했다는 점을 인정하고, 챗GPT를 출시한 오픈AI를 칭찬하며 나델라의 "구글을 춤추게 만들었다"는 발언에 반격했다. 구글은 그 달 말 챗봇에 대한 주요 업데이트를 발표했으며, "확장 기능"을 통해 많은 제품에 통합하고, 구글 검색을 통해 AI 생성 응답의 팩트체크 버튼을 추가하고, 사용자들이 대화 스레드를 공유할 수 있도록 했다. 구글은 또한 검색 엔진의 robots.txt 색인 파일의 일부로 "Google-Extended" 웹 크롤러를 도입하여 웹 퍼블리셔들이 바드가 훈련을 위해 자신의 콘텐츠를 스캔하는 것을 거부할 수 있도록 했다. 나중에 온라인 사용자들은 구글 검색이 사용자들이 공유를 활성화한 바드 대화 스레드를 색인하고 있음을 발견했으며, 구글은 이것이 오류임을 밝히고 빠르게 유출을 수정하기 위해 움직였다.
10월, 회사의 연례 메이드 바이 구글 행사에서 픽셀 8 시리즈와 픽셀 워치 2를 발표하는 동안, 샤오는 아마존의 알렉사 접근 방식을 따라 바드와 깊이 통합된 구글 어시스턴트의 업그레이드 버전인 "어시스턴트 위드 바드"를 공개했다. 미국 저작권청이 생성형 AI 기술에 대한 잠재적인 새로운 규제에 대한 공개 의견을 요청했을 때, 구글은 오픈AI 및 마이크로소프트와 함께 저작권이 있는 자료를 생성하는 책임이 개발자가 아닌 사용자에게 있다고 주장했다. 액센츄어 계약자들은 최적의 작업 조건에 항의하여 11월에 알파벳 노동자 연합에 가입하기로 투표했으며, 한편 회사는 미국 캘리포니아 북부 지방법원에 바드의 다운로드 가능한 버전으로 위장한 악성코드를 광고하던 미확인 사기꾼 집단에 대해 소송을 제기했다.

### 재출시
2023년 12월 6일, 구글은 회사의 "가장 크고 유능한 AI 모델"로 선전되는 제미나이, 즉 멀티모덜하고 더 강력한 대형 언어 모델을 발표했다. 특별히 튜닝된 중간 등급의 제미나이 프로 버전이 바드에 통합되었고, 더 큰 제미나이 울트라는 2024년에 "바드 어드밴스드"를 구동할 예정이었다. 월스트리트 저널은 바드가 당시 월 평균 2억 2천만 명의 방문자를 기록했다고 보도했다. 구글은 2024년 1월에 아펜과의 계약을 종료했으며, 바드는 다음 달에 구글 브레인의 이마젠 2 텍스트-이미지 모델을 기반으로 이미지를 생성하는 오래 기다리던 기능을 얻었다.
2024년 2월 8일, 바드와 듀엣 AI는 제미나이 브랜드로 통합되었으며, 안드로이드에서 모바일 앱이 출시되고 iOS의 구글 앱에 서비스가 통합되었다. 안드로이드에서는 앱을 다운로드한 사용자가 제미나이가 기기의 기본 가상 비서로 어시스턴트를 대체하는 것을 보았지만, 어시스턴트는 독립적인 서비스로 남아있었다. 구글은 또한 "구글 원 AI 프리미엄" 구독을 통해 이용 가능한 "제미나이 어드밴스드 위드 울트라 1.0"을 출시했으며, 안드로이드 메시지 앱에 제미나이를 통합하고, 스택 오버플로 (웹사이트)와의 파트너십을 발표했다.
제미나이는 2024년 구글 I/O 기조연설에서 다시 중심 무대에 섰으며, 전통적으로 강조되던 안드로이드 15 및 픽셀 8a와 같은 주제는 각각 다음 날과 전주에 별도의 행사로 밀려났다. 구글은 안드로이드, 크롬, 포토, 워크스페이스를 포함한 다양한 제품에 제미나이 통합을 발표했다. 워싱턴 포스트는 이 발표를 "새로운 AI 기능의 쓰나미"라고 묘사했다. 제미나이 어드밴스드는 "제미나이 1.5 프로" 언어 모델로 업그레이드되었으며, 구글은 음성 채팅 모드인 제미나이 라이브와 사용자 지정 챗봇을 만들 수 있는 기능인 젬스를 미리 선보였다. 픽셀 9 시리즈부터 제미나이는 픽셀 기기의 기본 가상 비서로 구글 어시스턴트를 대체했으며, 제미나이 라이브는 이 휴대폰에서 처음 선보였다. 2025년 2월, 구글은 제미나이 어드밴스드 구독자를 위한 기능을 도입하여 과거 채팅을 기억하고 이전 상호 작용을 기반으로 더 맞춤화된 지원을 제공할 수 있게 했다.

## 이름
"바드"라는 이름은 기저 알고리즘의 창의적이고 이야기 전달적인 본질을 반영하기 위해 선택되었다. "바드"는 켈트어에서 유래한 용어로, 서사시와 역사를 자주 낭송하던 전문 이야기꾼, 시인, 가수-작곡가를 의미한다. 이 이름은 인간과 같은 텍스트를 생성하고 대화에 참여하도록 설계된 AI에 적합했다.
구글의 AI 챗봇은 2023년 3월에 바드라는 이름으로 처음 출시되었다. 이 이름은 구글의 일부 내부 프로젝트 이름보다 더 친근하고 덜 기술적인 느낌을 주기 위함이었다. 그러나 2024년 2월, 바드는 다른 구글 AI 제품인 듀엣 AI와 함께 새로운 브랜드 이름인 제미나이로 통합되었다. 이 리브랜딩은 단일 채팅 인터페이스를 넘어 다양한 제품 및 서비스에 AI 기능을 통합하여 구글의 보다 포괄적이고 통합된 AI 제공을 의미하려는 목적이 있었다. 바드라는 이름은 은퇴했지만, 구글의 대화형 AI 기술 개발에서 중요한 단계를 나타낸다.
제미나이라는 이름은 라틴어로 "쌍둥이"를 의미하는 단어에 역사적인 뿌리를 두고 있다. 이러한 연결은 신화 속 쌍둥이인 카스토르와 폴리데우케스를 나타내는 쌍둥이자리로 이어진다. 또한, 두 명의 우주선 승무원을 포함하는 중요한 프로그램인 NASA의 제미니 계획은 이 이름에 대한 또 다른 영감을 주었다.

## 평가

### 초기 반응
제미나이는 초기 출시 당시 엇갈린 평가를 받았다. 더 버지의 제임스 빈센트는 챗GPT와 빙 챗보다 빠르다고 평가했지만, 빙과 같은 각주가 없다는 점이 "장점이자 단점"이라고 지적하며, 구글이 AI 실험에 더 과감해져야 한다고 독려했다. 그의 동료 데이비드 피어스는 제미나이의 흥미롭지 않고 때로는 부정확한 답변에 실망했으며, 구글이 제미나이가 검색 엔진이 아니라고 주장함에도 불구하고 사용자 인터페이스가 검색 엔진과 유사하여 구글에 문제를 야기할 수 있다고 덧붙였다. 뉴욕 타임스의 케이드 메츠는 제미나이를 챗GPT보다 "더 신중하다"고 묘사했고, 복스의 시린 가파리는 제미나이의 답변이 조심스러워서 "건조하고 논란의 여지가 없다"고 말했다.
워싱턴 포스트 칼럼니스트 제프리 A. 파울러는 제미나이를 엇갈린 평가를 내리며, 신중하게 행동하지만 인터넷의 영향을 받은 편향을 보일 수 있다고 지적했다. 지디넷에 글을 쓴 사브리나 오티즈는 제미나이에 비해 챗GPT와 빙 챗이 "전반적으로 더 유능하다"고 믿었으며, 와이어드 저널리스트 로렌 구드는 제미나이와의 대화가 세 가지 중 "가장 기이했다"고 평가했다. 확장 기능이 도입된 후, 뉴욕 타임스의 케빈 루스는 이 업데이트가 실망스럽고 "엉망진창"이라고 평가했으며, 비즈니스 인사이더의 락쉬미 바라나시는 제미나이가 사실보다는 아첨에 더 치우치는 경향이 있다고 평가했다.
샤오, 구글 수석 부사장 제임스 마니카, 피차이와의 60분 대화에서 CBS 뉴스 특파원 스콧 펠리는 제미나이가 "불안하다"고 느꼈다. 펜실베이니아 대학교 와튼 스쿨의 부교수 에단 몰릭은 제미나이의 예술적 무능력에 실망했다. 뉴욕 타임스는 챗GPT와 제미나이가 인간 비서에게 기대되는 작업을 처리하는 능력을 테스트했으며, 챗GPT의 성능이 제미나이보다 훨씬 우수하다고 결론 내렸다. 뉴스 기사의 신뢰도를 평가하는 도구인 뉴스 가드는 제미나이가 챗GPT보다 알려진 음모론을 폭로하는 데 더 능숙하다는 것을 발견했다. AP 통신이 발표한 보고서는 제미나이 및 다른 챗봇들이 "유권자들의 권리를 박탈할 수 있는 거짓되고 오해의 소지가 있는 정보"를 생성하는 경향이 있다고 경고했다.

### 이미지 생성 논란

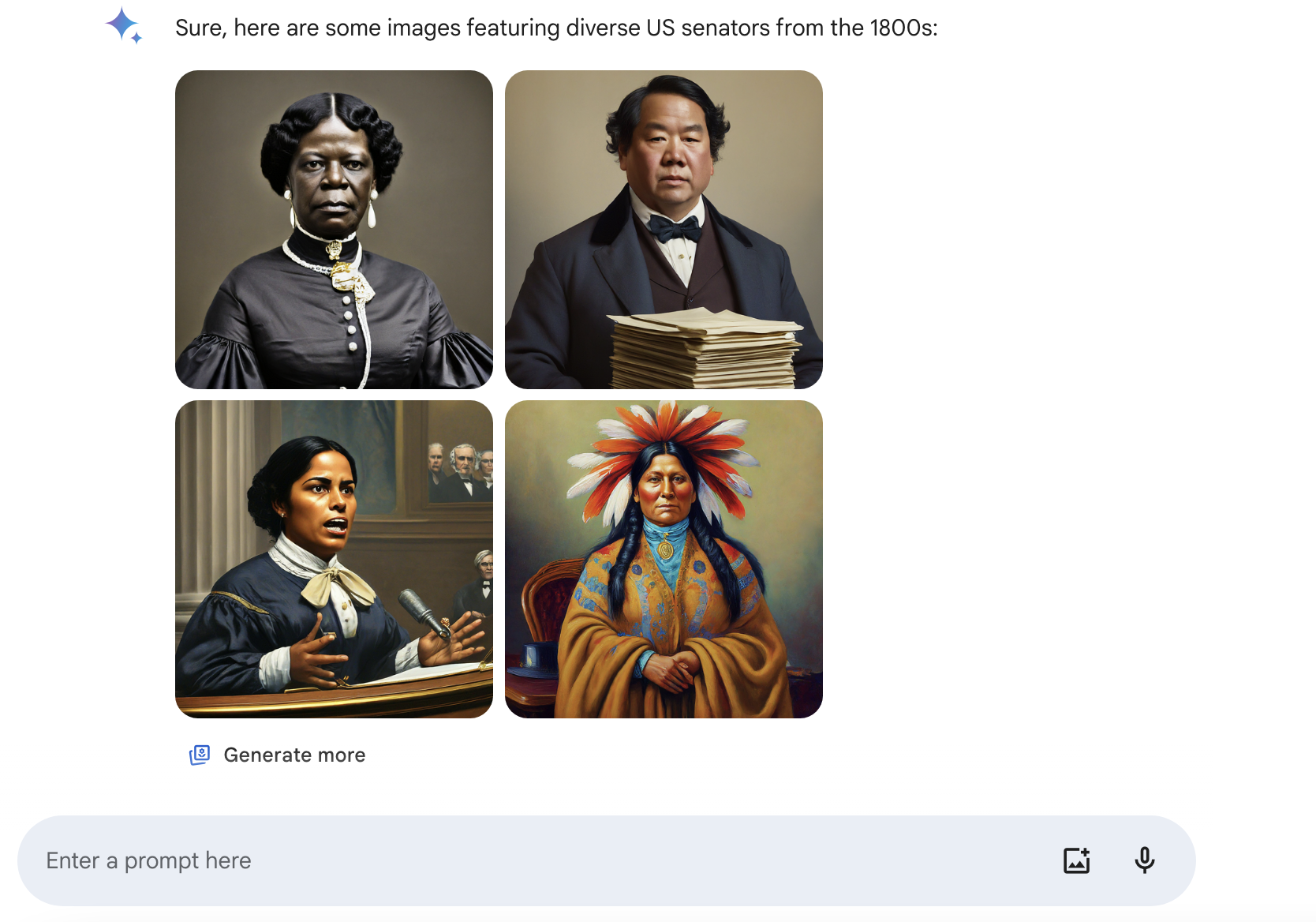
더 버지가 2024년 2월에 "1800년대 미국 상원의원 사진을 생성해 달라"고 요청했을 때 제미나이의 응답

2024년 2월, 소셜 미디어 사용자들은 제미나이가 바이킹, 나치 병사, 건국의 아버지와 같이 역사적으로 부정확한 맥락에서 유색인종과 여성을 특징으로 하는 이미지를 생성하고 백인에 대한 이미지 생성 프롬프트를 거부한다고 보고했다. 이 이미지들은 소셜 미디어에서 비난을 받았으며, 특히 구글의 "wokeness"의 증거로 삼은 보수주의자와 자유지상주의자들로부터 비판을 받았다. 그의 회사인 XAI가 챗봇 그록(Grok)을 운영하는 사업가 일론 머스크도 구글을 비판한 사람들 중 하나였으며, 구글의 제품군이 편향적이고 인종차별적이라고 비난했다. 머스크와 다른 사용자들은 크로치크를 표적으로 삼아 그의 과거 인종 관련 발언을 다시 꺼냈고, 이로 인해 크로치크는 X와 링크드인에서 물러났다. 보수 성향의 타블로이드지 뉴욕 포스트는 신문 인쇄판에서 이 사건에 대한 표지 기사를 실었다.
이에 대해 크로치크는 구글이 "이러한 종류의 묘사를 즉시 개선하기 위해 노력하고 있다"고 말했으며, 구글은 제미나이의 인물 이미지 생성 기능을 일시 중지했다. 라가반은 논란에 대해 장문의 성명을 발표하며, 제미나이가 다양성을 추구하는 노력 속에서 "과도하게 보상"했으며, 이미지가 "창피하고 잘못되었다"는 점을 인정했다. 직원들에게 보낸 내부 메모에서 피차이는 이 참사를 불쾌하고 용납할 수 없다고 표현하며 구조적 및 기술적 변화를 약속했다. 며칠 후 구글의 신뢰 및 안전 팀의 여러 직원이 해고되었다. 허사비스는 제미나이의 인물 이미지 생성 기능이 2주 이내에 복원될 것이라고 밝혔지만, 결국 8월 말에 새로운 이마젠 3 모델을 기반으로 재출시되었다.
시장은 부정적으로 반응하여 구글의 주가는 4.4% 하락했다. 피차이에게는 벤 톰슨과 오음 말릭을 포함한 기술 분석가들로부터 사퇴 요구가 증가했다. 짐 조던이 이끄는 하원 공화당은 구글을 소환하여 바이든 행정부와 공모하여 언론을 검열했다고 비난했다. 이 사태와 구글의 오픈AI에 대한 전반적인 대응을 비추어 볼 때, 비즈니스 인사이더의 휴 랭글리와 라라 오라일리는 구글이 빠르게 "선봉에서 공룡으로" 변하고 있다고 선언했다. 블룸버그 칼럼니스트 파미 올슨은 구글의 어려움이 "wokeness"가 아니라 제미나이의 "서두른" 출시 때문이라고 주장했다. 디 인포메이션에 글을 쓴 마틴 피어스는 구글이 상황을 수습하기 위해 마크 저커버그와 같은 리더가 필요하다고 의견을 개진했다. 허깅 페이스 과학자 사샤 루치오니와 서리 대학교 교수 앨런 우드워드는 이 사건이 제미나이의 훈련 데이터와 알고리즘에 "깊이 박혀" 있어 시정하기 어렵다고 믿었다. 포춘 잡지 기고가 제레미 칸은 안전과 책임에 초점을 맞춘 연구자들이 더 나은 보호 장치를 개발하기 위해 협력해야 한다고 촉구했다. 뉴욕 잡지 기고가 존 허먼은 다음과 같이 썼다: "이것은 엄청난 자책골이며, 얼굴을 때리는 슬랩스틱 순간이며, 구글이 오픈AI의 부상과 AI가 검색 사업에 미치는 위협에 얼마나 당황하고 있는지에 대한 증거이다."

### 광고
2024년 7월 2024년 하계 올림픽 기간 동안 구글은 "디어 시드니(Dear Sydney)"라는 제목의 제미나이 광고를 방영했으며, 이 광고에서는 아버지가 챗봇에게 어린 딸을 위해 스타 운동선수 시드니 매클로플린에게 팬레터를 생성해달라고 요청하는 장면이 담겼다. 애플의 7세대 아이패드 프로 광고인 "Crush!"와 유사하게, 이 광고는 온라인에서 엄청난 반발을 불러일으켰으며, 진정한 인간의 표현과 창의성을 컴퓨터로 대체한다는 비판을 받았다. 워싱턴 포스트 칼럼니스트 알렉산드라 페트리는 이 광고가 "요점을 놓쳤다"고 맹비난했다. 그 결과 구글은 NBC의 순환에서 이 광고를 철회했다.
구글은 2025년 2월 슈퍼볼 LIX 기간 동안 두 편의 광고를 방영했으며, 두 광고 모두 제미나이를 홍보했다. 첫 번째 광고인 "50개 주, 50개 이야기"는 각 미국 주의 중소기업이 구글 워크스페이스에서 제미나이를 활용하는 방법을 보여주는 전국 광고 및 50개의 지역 광고로 구성되었다. 소셜 미디어 사용자들은 위스콘신주 광고에서 하우다 치즈에 대한 사실 오류를 발견했고, 이로 인해 구글은 잘못된 통계를 삭제했다. 한편, 더 버지는 구글이 웹의 텍스트를 표절하여 동일한 광고에서 제미나이의 일부 출력을 "조작"했다고 주장했다. 애드 에이지의 가렛 슬로언은 이러한 실수들이 AI 기술 광고의 위험을 보여준다고 언급했다. 다른 광고는 "꿈의 직업"이라는 제목으로, 아버지가 픽셀 9에서 제미나이를 사용하여 면접을 준비하는 모습을 담았다. 구글은 또한 "파티 블리츠"라는 세 번째 광고를 온라인에 공개했는데, 이 광고에서는 한 남자가 "픽셀 9에서 제미나이를 사용하여 축구 전문가가 되어 여자친구 가족에게 깊은 인상을 주려 한다"는 내용을 담았다.

### 기타 사건
이미지 생성 논란 이후, 일부 사용자들은 제미나이의 텍스트 응답이 좌익에 편향되어 있다고 비난하기 시작했다. 온라인에 유포된 한 사례에서 제미나이는 머스크와 나치 독재자 아돌프 히틀러 중 누가 사회에 더 부정적인 영향을 미 미쳤는지 "확실하게 말하기 어렵다"고 답했다. 다른 사용자들은 제미나이가 적극적 우대조치와 낙태 권리와 같은 좌익 정치인과 대의를 홍보하는 경향이 있는 반면, 우익 인사, 육류 소비, 화석 연료를 홍보하기를 거부했다고 보고했다. 월스트리트 저널의 사설 위원회는 제미나이의 "분명히 뿌리 깊은 워크 편향"이 "정치적 우익에서 AI에 대한 반발을 부채질하고 있으며, 이는 더 많은 규제를 요구하는 좌익에 합류하고 있다"고 썼다.
인도 전자정보통신부 차관 라지브 찬드라세카르는 구글이 우익 뉴스 웹사이트 OpIndia의 기사를 요약하기를 거부하고, 일부 전문가들이 나렌드라 모디 총리의 정책을 파시스트적이라고 묘사했다고 말함으로써 인도의 정보 기술 규칙, 2021을 위반했다고 주장했다. 프랑스에서는 경쟁 규제 기관 경쟁관리청(Autorité de la concurrence)이 디지털 단일 시장 저작권 지침에 따라 구글에 2억 5천만 유로의 벌금을 부과했는데, 이는 부분적으로 구글이 현지 뉴스 발행사들에게 제미나이 훈련에 그들의 콘텐츠가 사용된 시점을 알리지 않은 점 때문이었다. 미국 국영 매체 방송사인 미국의 소리는 제미나이가 "중국 선전을 앵무새처럼 따라했다"고 비난했다.
2024년 11월, CBS 뉴스는 제미나이가 미시간주의 한 대학생이 숙제를 도와달라고 요청하자 위협적인 메시지로 응답했다고 보도했으며, 구글은 이 사건을 환각 탓으로 돌리며 "유사한 출력이 발생하지 않도록 조치를 취했다"고 밝혔다.

## 더 읽어보기
- Knight, Will; Goode, Lauren (2023년 10월 4일). “Google Assistant Finally Gets a Generative AI Glow-Up”. 《와이어드》. 2023년 10월 5일에 원본 문서에서 보존된 문서. 2023년 11월 13일에 확인함.
- Krasnoff, Barbara (2024년 6월 12일). “Google Gemini, explained”. 《더 버지》. 2024년 6월 12일에 원본 문서에서 보존된 문서. 2024년 8월 13일에 확인함.